# Танцующий дом
Танцующий дом (чеш. Tančící dům, изначально Nationale Nederlanden Building) — офисное здание в Праге в стиле деконструктивизма, состоит из двух цилиндрических башен: нормальной и деструктивной. Танцующий дом является архитектурной метафорой танцующей пары, в шутку называется «Джинджер и Фред» в честь пары Джинджер Роджерс и Фред Астер. Одна из двух цилиндрических частей, та, что расширяется кверху, символизирует мужскую фигуру (Фред), а вторая часть здания визуально напоминает женскую фигуру с тонкой талией и развевающейся в танце юбкой (Джинджер). Как и многие деконструктивистские сооружения, резко контрастирует с соседствующим цельным архитектурным комплексом рубежа XIX—XX веков.
Дом расположен в районе Прага 2, на углу Рессловой улицы и набережной. Авторы проекта — хорватский архитектор Владо Милунич и канадский архитектор Фрэнк Гери. Строительство велось с 1994 по 1996 годы. Строительство дома курировал лично Вацлав Гавел.
Здание представляет собой офисный центр, в котором располагаются несколько международных компаний, галерея и гостиница. На крыше находится ресторан с видом на Прагу «Ginger & Fred». 

## История здания
Танцующий дом был построен на месте разрушенного в ходе бомбардировки Праги американской авиацией здания, построенного в стиле неоклассицизма в конце XIX века. Идея строительства нового здания на месте руин, портивших лицо города вплоть до 1960-х, принадлежит Вацлаву Гавелу, бывшему президенту Чехии, который на протяжении многих лет проживал по соседству.
В середине 2016 года в здании открылся четырёхзвёздочный отель Dancing House Hotel с 21 номером.
6 этажей девятиэтажного здания занимают офисные помещения, на верхнем этаже расположен ресторан Ginger & Fred Restaurant.

## Галерея

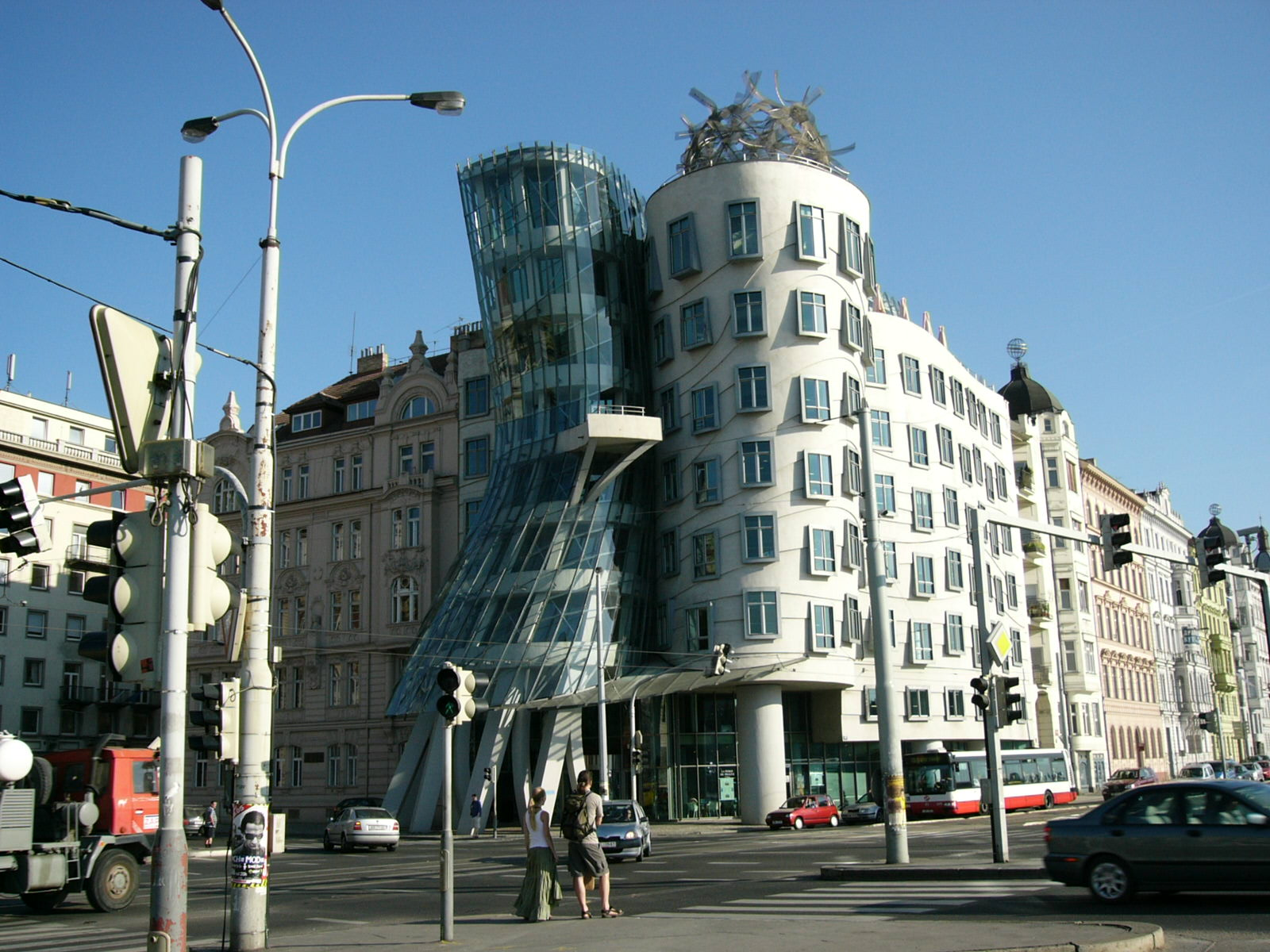
2005 год.
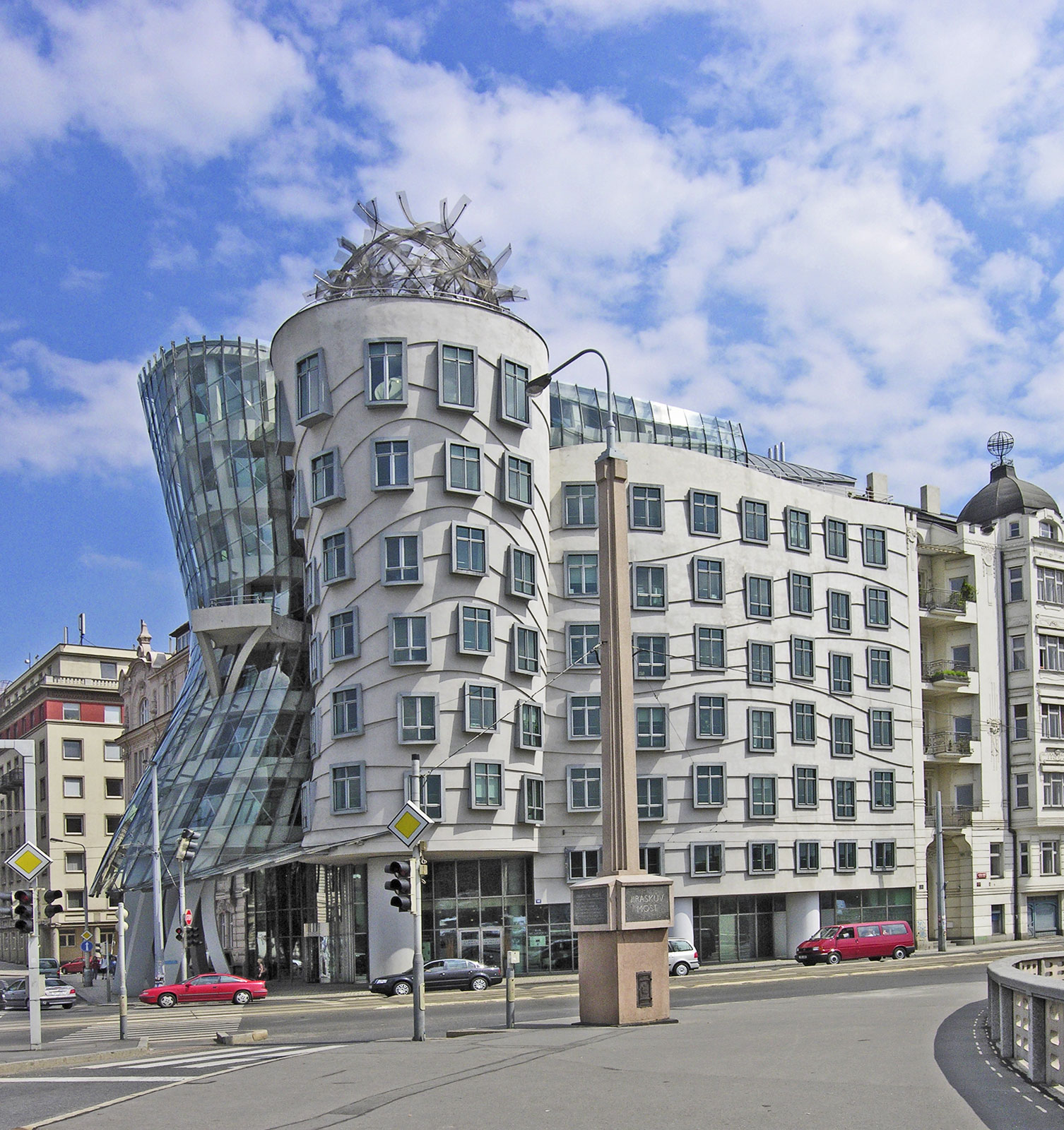
2005 год.
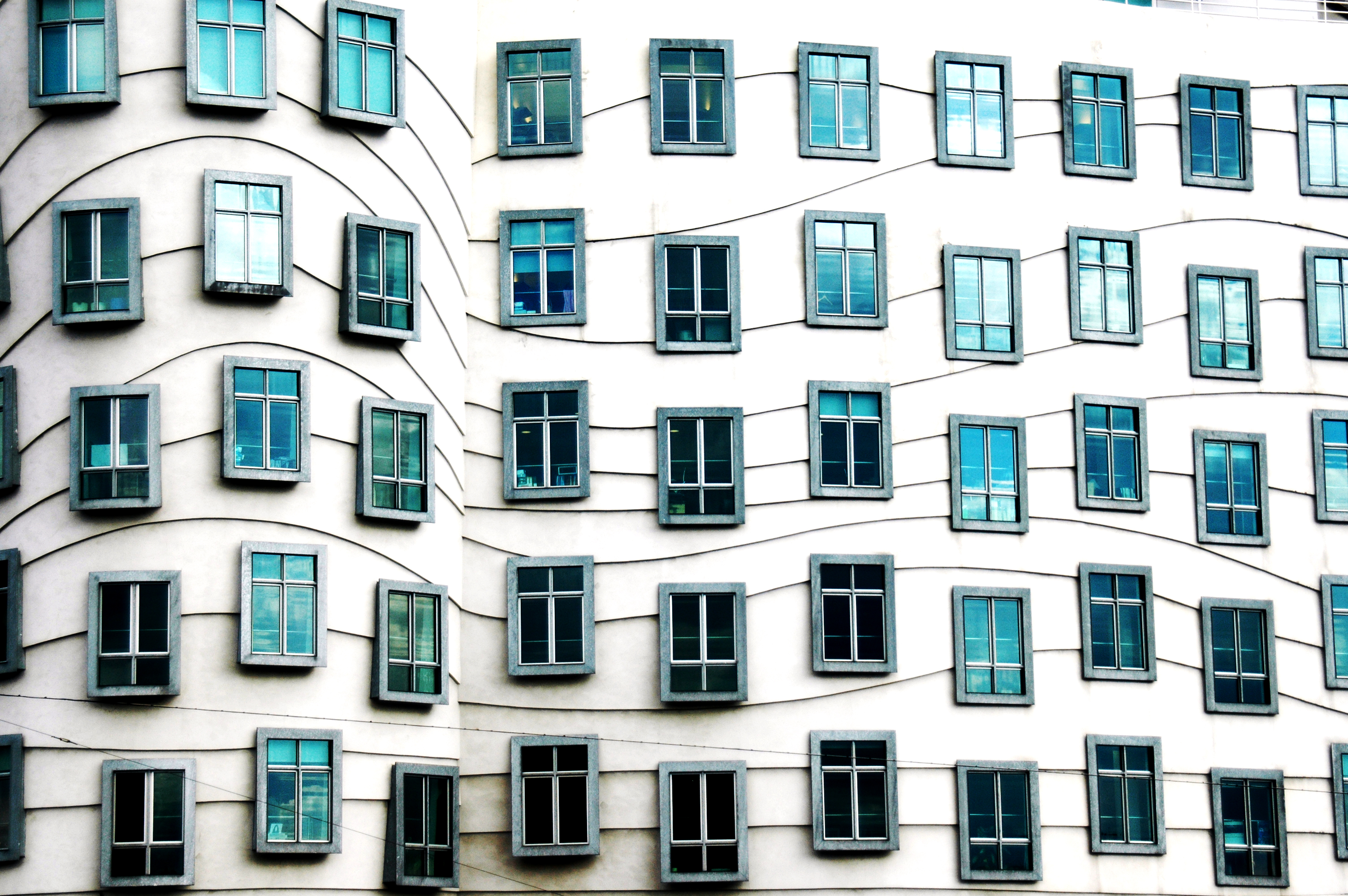
2006 год.
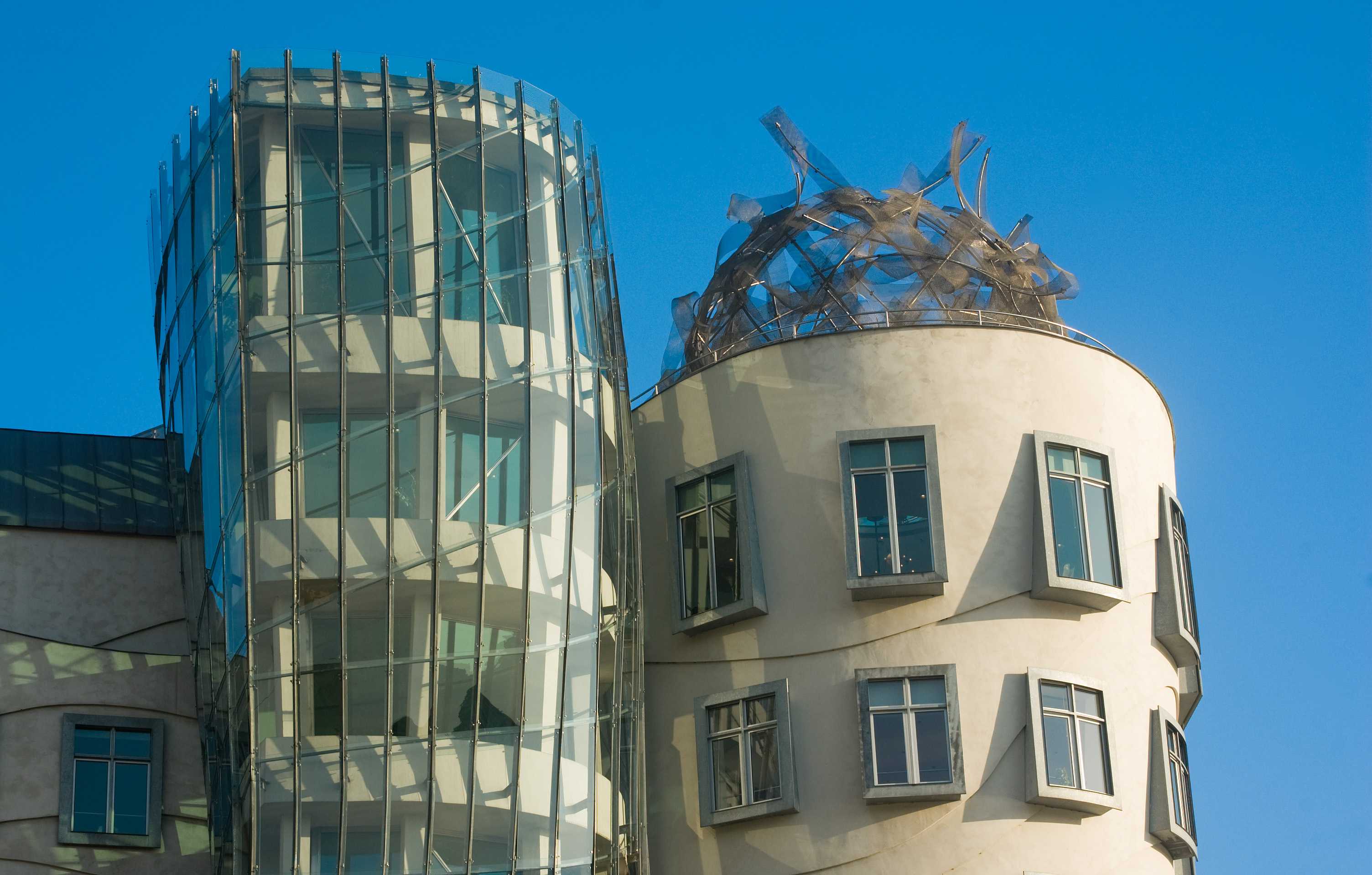
2008 год.
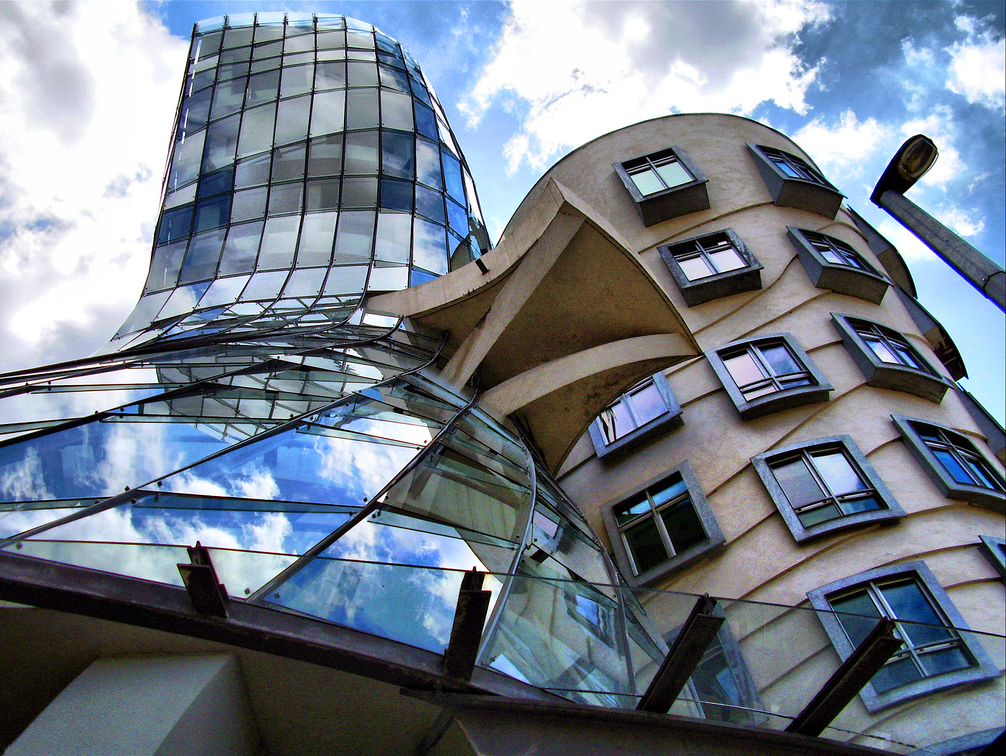
2007 год.